# Poète de la Renaissance gasconne
Après la Pléiade poétique du XVIe siècle en français, un mouvement analogue voit le jour en Gascogne, et va s'étendre sur près d'un siècle. Le linguiste Pierre Bec en a publié une anthologie,.

## Principaux poètes

### XVIesiècle
- Pey de Garros
- Salluste du Bartas
- Arnaud de Salette

### XVIe–XVIIesiècle
- Guilhem Ader
- André Du Pré
- Bertrand Larade
- Jean-Géraud d'Astros

### XVIIesiècle
- Louis Baron
- Gérard Bédout
- Dominique Dugay

## Langue des poètes
Il y a une volonté de promotion du gascon au statut de langue littéraire, particulièrement nette chez Pey de Garros. 
Il existe cependant des variétés régionales (ou dialectes) dans les parlers de Gascogne. 
Arnaud de Salette
écrit, lui, en gascon béarnais, très utilisé alors (et depuis plusieurs siècles) en Béarn dans les domaines administratif et juridique.
Guillaume de Saluste du Bartas est principalement connu pour ses poésies en français, sa plus célèbre œuvre poétique étant la Sepmaine dans laquelle il décrit la création du monde en 7 jours. Mais il parlait plusieurs langues, dont le gascon. A l'occasion de la venue des reines de France et de Navarre à Nérac en 1578, il a versifié une joute oratoire entre trois Muses symbolisant respectivement les langues française, gasconne et latine : la gasconne l'emporte par son éloquence.

## Contexte politique
La maison d'Albret, puissante au XVIe siècle, favorise les œuvres littéraires en gascon et béarnais ; ce mécénat est soutenu notamment par Jeanne d'Albret, épouse de Antoine de Bourbon, et l'ascension de leur fils Henri III de Navarre jusqu'au trône de France où il devient Henri IV, et premier Bourbon sacré roi de France, en 1594. 
Mais le roi doit apporter son patrimoine au domaine de la Couronne de France, même si le Béarn garde une autonomie jusqu'en 1620 au moins. La maison d'Albret est absorbée dans la maison de Bourbon. La mort de Henri IV en 1610 prive les lettres gasconnes d'un mécène royal.